# Gottfried Jäger

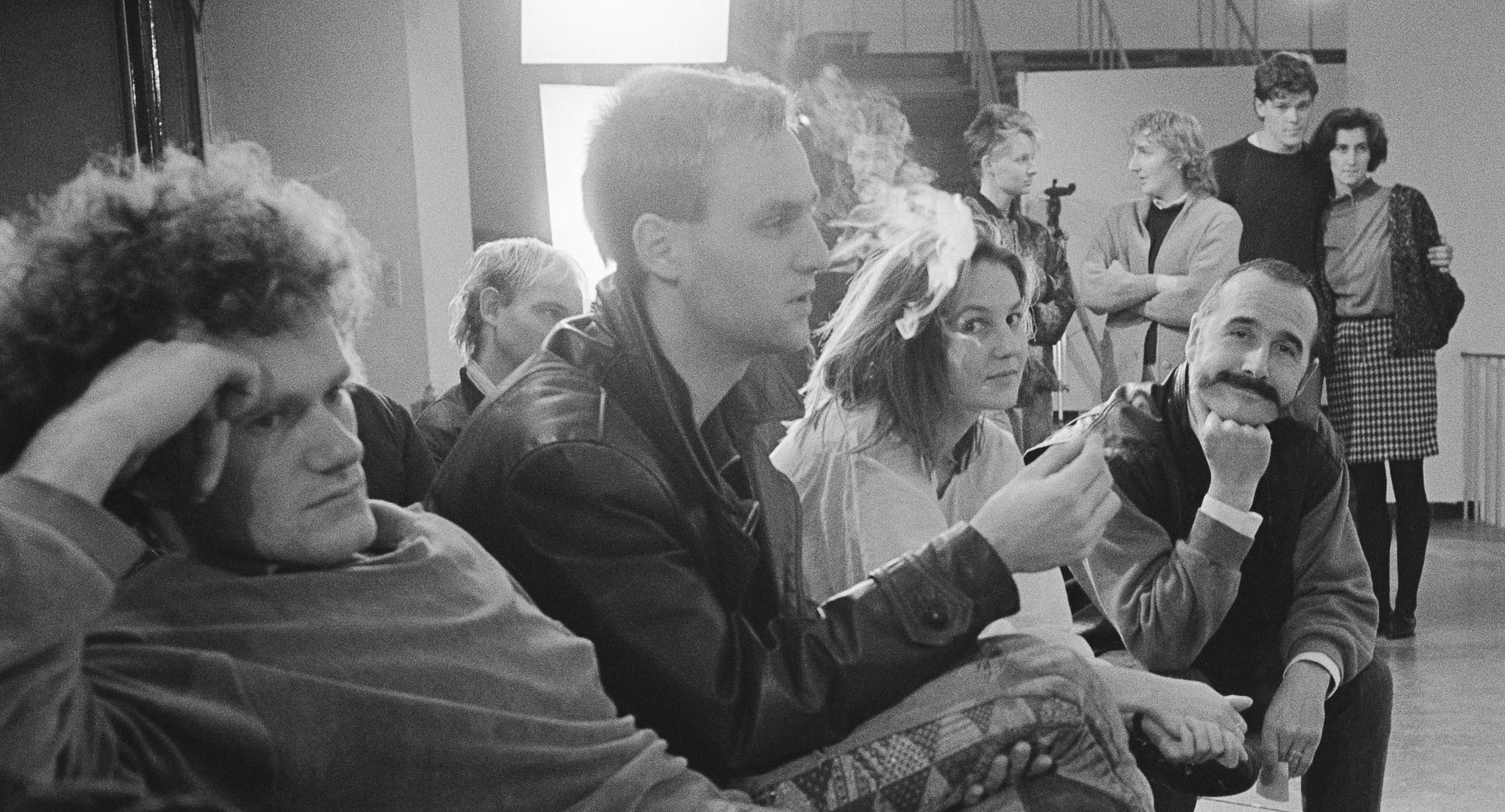
Gottfried Jäger (vorderste Reihe rechts) und Studenten an der FH Bielefeld (1987)

Gottfried Jäger (* 13. Mai 1937 in Burg) ist ein deutscher Fotograf, Fototheoretiker und ehemaliger Hochschullehrer.

## Leben
Gottfried Jäger, Sohn des Burger Fotografen Ernst Jäger (1913–1998), erlernte das Fotografenhandwerk in den Jahren 1954 bis 1958 bei dem Fotografenmeister Siegried Baumann in Bielefeld (Gesellenbrief 1957). Anschließend studierte er Fotoingenieurwesen an der Staatlichen Höheren Fachschule für Photographie in Köln (Abschluss 1960: Ing. grad., Nachdiplomierung 1982: Dipl.-Ing.). 1960 legte er die Meisterprüfung im Fotografenhandwerk in Köln ab.
1960 nahm Jäger eine Stelle als Technischer Lehrer für Fotografie an der Werkkunstschule Bielefeld an und baute das Lehrgebiet hier als künstlerisches Grundlagenfach aus. Dies führte 1972 zur Gründung des Studienschwerpunkts Foto-/Film-Design an der Fachhochschule Bielefeld, der heutigen Studienrichtung Fotografie und Medien. Im gleichen Jahr wurde Jäger zum Professor für Fotografie/Film an der Fachhochschule Bielefeld mit den Lehrgebieten Künstlerische Grundlagen der Fotografie, Fotografik und Generative Bildsysteme ernannt; 1984 gründete er den Forschungsschwerpunkt (FSP) Fotografie und Medien mit den jährlichen Bielefelder Fotosymposien. 1998–2002 war Jäger Visiting Professor am Royal Institute of Technology (RMIT) Melbourne. 2002 wurde er in Bielefeld emeritiert.
„Durch seine Arbeit und Arbeiten“ würdigte ihn die FH Bielefeld anlässlich seiner Emeritierung, „hat Jäger entscheidend dazu beigetragen, dass die Fotografie gleichrangig mit den Künsten Malerei und Bildhauerei genannt wird. Den Anspruch der Fotografie als Kunstform prägte er bereits 1968 mit dem Begriff ‚Generative Fotografie’, der für eine systematisch-konstruktive Richtung in der künstlerischen Fotografie steht.“
Jäger war acht Jahre Dekan des Fachbereichs Gestaltung und von 1993 bis 1997 Prorektor für Forschungs- und Entwicklungsaufgaben der FH Bielefeld. Seit 2008 ist er Mitglied des Hochschulrates der FH Bielefeld; er ist Mitglied, Ehrenmitglied und war langjähriger Vorsitzender zahlreicher fotografischer Vereinigungen (DFA, DGPh, BFF, FFA). 1992 erhielt er die George-Eastman-Medaille der Kodak AG Deutschland; 1996 die David-Octavius-Hill-Medaille der Deutschen Fotografischen Akademie (DFA).
2011 wurde Jäger mit dem Thema „Mikrofotografie als Obsession: Das fotografische Werk von Carl Strüwe (1898–1988)“ durch die Fakultät für Linguistik und Literaturwissenschaft der Universität Bielefeld, zum Dr. phil. promoviert.

## Werk
Mit Beginn seiner Lehrtätigkeit an der Werkkunstschule Bielefeld entstanden experimentelle Fotoarbeiten, so in den Jahren 1960 bis 1965 die „Themen und Variationen“. Dabei wird jeweils eine einzelne Aufnahme mit verschiedenen fotografischen Gestaltungsparametern seriell, kontrolliert und schrittweise variiert. Die zum Teil umfangreichen Bildreihen führen letztlich zu Fotokompositionen im Sinne der Konkreten Kunst, deren Werke auf die gegenständliche Abbildung und Darstellung zugunsten der freien Bilderfindung verzichtet. Ein Beispiel dafür sind 21 Lichtgrafiken, die Jäger 1964 als bildliche Entsprechungen zu dem Text „Roman“ des deutschen Schriftstellers Helmut Heißenbüttel schuf. 
1968 führte Gottfried Jäger den Begriff Generative Fotografie für eine bilderzeugende Fotografie auf systematisch-konstruktiver Basis als Titel einer Ausstellung des Bielefelder Kunsthauses ein. Neben eigenen Werken waren daran auch Arbeiten von Kilian Breier, Pierre Cordier und Hein Gravenhorst beteiligt. Der Ausdruck greift auf die Generative Ästhetik (1965) des deutschen Philosophen Max Bense zurück, mit der er eine rationale, apparategesteuerte Kunst im aufkommenden Computerzeitalter propagierte. Arbeiten der Generativen Fotografie folgen einer programmierten Gestaltung, die mathematische und nummerische Parameter auf künstlerische Projekte anwendet, und die gleichermaßen eine Fortentwicklung ‚konkreter’ künstlerischer Ansätze bedeutet.
Ausdruck dessen ist die Werkgruppe der Lochblendenstrukturen von Gottfried Jäger aus den Jahren 1967 bis 1973: etwa 200 schwarzweiße und farbige Lichtgrafiken auf der Basis des Lichtpunktes, der mit Hilfe einer selbst entwickelten Mehrfach-Lochkamera (Camera obscura) geometrisch determinierte Strukturen bildet. 
In seinen Kamerafotografien von Natur- und Technikobjekten der Jahre 1977 bis 1991 verfolgt Jäger das serielle Prinzip logischer Schrittfolgen konsequent fort. 
Eine eigene Werkgruppe bilden ab 1983 die Fotomaterialarbeiten, bei denen das Fotopapier nicht mehr als Bildträger, sondern als Gegenstand des künstlerischen Prozesses in Erscheinung tritt. Damit entstanden Fotoobjekte, Fotoinstallationen und situationsbedingte Minutenausstellungen in Museen und Galerien. Sie folgen weniger einem programmierten Vorgehen im Sinne der Generativen Fotografie als vielmehr spontanen Eingebungen im Umgang mit den Besonderheiten des fotografischen Materials, so etwa seinen Abbildungseigenschaften, seinen eigenartigen Oberflächen und seinen ausgeprägt plastischen Qualitäten. Dabei werden fototypische Begriffe wie „Graukeil“ (1983), „Lichteinfall“, „Fotoecken“ (beide 1985) oder „Abbild“ (2000) ins Bild gesetzt.
Als digitale Arbeiten entstanden ab 1994 „Mosaike“ und ab 1996 „Generative Images“. Beide Werkgruppen sind von dem optischen Programm der Lochblendenstrukturen inspiriert und daraus abgeleitet, modifizieren es aber durch Digitalisierung und führen zu eigenen Bildwerken. So zu den „Snapshots“ (2003), fotografischen Schnappschüssen vergleichbaren ‚Klicks’ aus dem unendlichen Kosmos des Rechners – allerdings nach wie vor auf geometrisch-konstruktiver Basis. Jüngere Arbeiten unter dem Serientitel „Photos“ (2004) thematisieren ‚Fotografismen’. Als solche sind fototypische ästhetische Erscheinungen zu sehen – die in diesem Fall jedoch nicht mehr fotografisch, sondern computergrafisch generiert und ausgeführt sind (Digigraphien™).

## Auszeichnungen
- 1996: David-Octavius-Hill-Medaille der Gesellschaft deutscher Lichtbildner
- 2014: Kulturpreis 2014 der Deutschen Gesellschaft für Photographie[3]

## Einzelausstellungen (Auswahl)
- 1964 Gottfried Jäger. Fotografien, Lichtgrafik. Kunstsalon Otto Fischer, Bielefeld.
- 1975 Gottfried Jäger. Apparative Grafik. Galerie Le Disque Rouge, Brüssel.
- 1982 Gottfried Jäger. Lichtbilder. Generative Arbeiten. Fotomuseum im Münchner Stadtmuseum.
- 1986 Gottfried Jäger. Generative Fotoarbeiten. Galerie Foto-Medium-Art, Wrocław (Breslau).
- 1990 Gottfried Jäger. Fotopapierarbeiten Fotoinstallationen. Galerie Anita Neugebauer, Basel.
- 1994 Gottfried Jäger. Schnittstelle. Generative Arbeiten. Bielefelder Kunstverein, Museum Waldhof, Katalog.
- 1995 Gottfried Jäger. Photo Paper Works. Michael Senft – One Bond Gallery, New York.
- 1998 Gottfried Jäger. Photographica. Galerie Arrigo, Zürich.
- 1999 Gottfried Jäger. Melbourne Experience. VISCOM 9 Gallery, Dep. Visual Communication, RMIT-University (Royal Melbourne Institute of Technology).
- 2000 Gottfried Jäger. Generative Images. Lutz Teutloff Galerie, Bielefeld, Katalog.
- 2006 Gottfried Jäger und seine Sammlung Konkrete Fotografie. 16. Gmundner Symposium über aktuelle Kunst, Gmunden, Österreich, Buchdokumentation.
- 2011 Gottfried Jäger: Folgen von Folgen von Folgen von Folgen von Folgen. Konkrete Fotografie. Photo Edition Berlin.
- 2014 Gottfried Jäger: Fotografien der Fotografie. Generative Arbeiten 1967–2012, Photo Edition Berlin.
- 2016 Gottfried Jäger: Photographer of Photography. Steven Kasher Gallery. New York.
- 2021 Gottfried Jäger: Intersection of color Sous les Etoiles Gallery, New York.
- 2023 Gottfried Jäger: Fotografien der Fotografie. Sprengel Museum Hannover.
- 2023: Gottfried Jäger: Fotografien der Fotografie – Generative Systeme 1960 bis 2020,[4] Museum im Kulturspeicher, Würzburg

## Gruppenausstellungen (Auswahl)
- 1965 Fotografie ’65. Experimentelle europäische Fotografie. Huidevettershuis, Brügge, Katalog.
- 1966 Fotografie zwischen Wissenschaft und Kunst. Photokina, Köln, Katalog.
- 1968 Generative Fotografie. Kilian Breier, Pierre Cordier, Hein Gravenhorst, Gottfried Jäger. Städt. Kunsthaus Bielefeld, Katalog.
- 1969 Experiments in Art and Technology. Brooklyn-Museum, New York, Katalog.
- 1969 Nova tendencija 4. Neue künstlerische Tendenzen. Muzej za umjetnost i obrt, Zagreb, Katalog.
- 1970–1976 Wege zur Computerkunst. Wanderausstellung der deutschen Goethe-Institute, u. a. Berlin (IDZ), Zürich (ETH), Goethe-Institute Tokio, São Paulo, Brasilia, Rio de Janeiro, Bordeaux (SIGMA 9, 1973), Marseille, Angers: London (Polytechnic of Central) u. a. m., Kataloge.
- 1975 Generative Fotografie: Pierre Cordier, Karl Martin Holzhäuser, Gottfried Jäger. Internationaal Cultureel Centrum Antwerpen, Katalog.
- 1980 Deutsche Fotografen nach 1945. Kunstverein Kassel 1979; PPS-Galerie Hamburg 1980; Overbeck-Gesellschaft Lübeck, Katalog.
- 1982 5. Internationale Biennale Erweiterte Fotografie. Wiener Secession, Wien, Katalog.
- 1984 Lensless Photography. The Franklin Institute Science Museum, Philadelphia, 1983, Katalog; IBM-Gallery, New York, Prospekt.
- 1986 Positionen experimenteller Fotografie. Bielefelder Autoren. Kunsthalle Bielefeld, Katalog.
- 1989/1990 Das Foto als autonomes Bild. Experimentelle Gestaltung 1839–1989. Kunsthalle Bielefeld, 1989; Bayerische Akademie der Schönen Künste, München, Katalog.
- 1989/1990 Dokument und Erfindung. Fotografien aus der Bundesrepublik Deutschland 1945 bis heute. Deutsche Fotografische Akademie GDL, Berlin, Freiburg i. Br. 1989; Philadelphia 1990, Katalog.
- 1991 Schein und Zeit. Fotografie im generativen Kontext (mit Markus Jäger). Photogalerie Bild, Baden, Schweiz, Prospekt.
- 1994 Horizon of Korean Photography. Seoul (Korea), Katalog.
- 1995 László Moholy-Nagy: Idee und Wirkung. Anklänge an sein Werk in der zeitgenössischen Kunst. Kunsthalle Bielefeld, Katalog.
- 1996 La corn de la licorne. Alchimie optique. Rencontres Intern. de la Photographie, Arles, Frankreich, Katalog.
- 2000 Abstrakte Fotografie. Kunsthalle Bielefeld, Katalog.
- 2002ff. Konkrete Kunst in Europa nach 1945. Sammlung Peter C. Ruppert. Museum im Kulturspeicher Würzburg, Dauerausstellung, Katalog.
- 2006 Fotografie konkret – Konkrete Fotografie. Mit Licht gestalten ohne Kamera. Museum im Kulturspeicher Würzburg. Buch Concrete Photography/Konkrete Fotografie, Bielefeld, 2005.
- 2007 Die Neuen Tendenzen. Eine europäische Künstlerbewegung 1961–1973. Museum für Konkrete Kunst Ingolstadt, Katalog.
- 2007/2009 Bit international – Nove tendencije. Computer und visuelle Forschung. Zagreb 1961–1973. Graz: Neue Galerie am Landesmuseum Joanneum, 2007; Karlsruhe: ZKM, 2009, Kataloge.
- 2009 Karl Martin Holzhäuser, Gottfried Jäger: Realer Schein. Arbeiten 2008. Epson Kunstbetrieb Düsseldorf, Katalog.
- 2010 Konkrét Fotó, Fotogram. Vasarely Múseum Budapest, Katalog.
- 2016 Das autonome Bild. Fünf Konzepte aktueller Fotografie. Kunstmuseum Bochum, Katalog.
- 2018  Shape of Light. 100 Years of Photography and Abstract Art. Tate Modern, London.

## Bücher und Kataloge (Auswahl)
- Herbert W. Franke, Gottfried Jäger: Apparative Kunst. Vom Kaleidoskop zum Computer. Köln: Verlag M. DuMont Schauberg, 1973, ISBN 3-7701-0660-1.
- Gottfried Jäger, Karl Martin Holzhäuser: Generative Fotografie. Theoretische Grundlegung, Kompendium und Beispiele einer fotografischen Bildgestaltung. Ravensburg: Otto Maier Verlag, 1975, ISBN 3-473-61555-2.
- Gottfried Jäger: Carl Strüwe. Das fotografische Werk 1924–1962. Düsseldorf: Edition Marzona, Reihe Retrospektive Fotografie, 1982, ISBN 3-921420-18-3.
- Gottfried Jäger (Redaktion), Jörg Boström, Karl Martin Holzhäuser: Gegen die Indifferenz der Fotografie. Die Bielefelder Symposien über Fotografie 1979–1985. Beiträge zur ästhetischen Theorie und Praxis der Fotografie. Fachhochschule Bielefeld. Düsseldorf: Edition Marzona, 1986, ISBN 3-921420-27-X.
- Gottfried Jäger: Bildgebende Fotografie. Fotografik–Lichtgrafik–Lichtmalerei. Ursprünge, Konzepte und Spezifika einer Kunstform. Köln: DuMont Buchverlag, 1988, ISBN 3-7701-1860-X.
- Gottfried Jäger (Hrsg.): Bielefelder Fotoleben. Kleine Kulturgeschichte der Fotografie in Bielefeld und der Region 1896–1989. Entwicklungen in Handwerk, Pressewesen, Design, Kunst und Hochschule. Bielefeld, Düsseldorf: Edition Marzona, 1989, ISBN 3-921420-36-9.
- Gottfried Jäger: Fotoästhetik. Zur Theorie der Fotografie. Texte aus den Jahren 1965 bis 1990. München: Verlag Laterna magica, 1991, ISBN 3-87467-466-5.
- Gottfried Jäger: Indizes. Generative Arbeiten 1967–1996. Drei Projekte. Herausgegeben von Claudia Gabriele Philipp anlässlich der Vergabe der David-Octavius-Hill-Medaille 1996 der Deutschen Fotografischen Akademie in Verbindung mit dem Kunstpreis der Stadt Leinfelden-Echterdingen. Bielefeld: Kerber Verlag, 1996, ISBN 3-924639-62-0.
- Gottfried Jäger, Gudrun Wessing (Hrsg.): über lászló moholy–nagy. Ergebnisse des Internationalen László Moholy-Nagy-Symposiums, Bielefeld, 1995. Zum 100. Geburtstag des Künstlers und Bauhauslehrers. Bielefeld: Kerber Verlag, 1997, ISBN 3-924639-77-9.
- Andreas Dress, Gottfried Jäger (Hrsg.): Visualisierung in Mathematik, Wissenschaft und Kunst. Grundlagen und Anwendungen. Braunschweig, Wiesbaden: Vieweg Verlag, 1999, ISBN 3-528-06912-0.
- Gottfried Jäger (Hrsg.): Fotografie denken. Über Vilém Flussers Philosophie der Medienmoderne. Bielefeld: Kerber Verlag, 2001, ISBN 3-933040-42-6.
- Gottfried Jäger (Hrsg.): Die Kunst der Abstrakten Fotografie / The Art of Abstract Photography. Stuttgart, New York: Arnoldsche Art Publishers, 2002, ISBN 3-89790-015-7.
- Jörg Boström, Gottfried Jäger (Hrsg.): Kann Fotografie unsere Zeit in Bilder fassen? Eine zeitkritische Bilanz / Can Photography Capture our Time in Images? A time-critical balance. 25 Jahre Bielefelder Symposien über Fotografie und Medien 1979–2004 / 25 Years Bielefeld Symposia about Photography and Media 1979–2004. Bielefeld: Kerber Verlag, 2004, ISBN 3-936646-69-4.
- Gottfried Jäger, Rolf H. Krauss, Beate Reese: Concrete Photography / Konkrete Fotografie. Bielefeld: Kerber Verlag, 2005, ISBN 3-936646-74-0.
- Gottfried Jäger: Ernst Jäger. Fotograf. Burg: Dorise Verlag, 2009, ISBN 978-3-937973-75-3.
- Martin Roman Deppner, Gottfried Jäger (Hrsg.): Denkprozesse der Fotografie. 30 Jahre Bielefelder Fotosymposien 1979–2009. Beiträge zur Bildtheorie. Bielefeld: Kerber Verlag, 2010, ISBN 978-3-86678-366-9.
- Gottfried Jäger: Mikrofotografie als Obsession. Das fotografische Werk von Carl Strüwe (1898–1988). Dissertation. Bielefeld: Verlag für Druckgrafik Hans Gieselmann, 2011.
- Gottfried Jäger: Intersection of color. Sous les Etoiles Gallery, New York. 2021

## Bibliografie (Auswahl)
- Herbert W. Franke: Brücke zwischen Kunst und Technik: Die apparative Grafik von Gottfried Jäger. In: Magazin Kunst (Mainz), Nr. 1/1975, S. 123.
- Petr Tausk: Op Art und die Fotografie. Über Lochblendenstrukturen von Gottfried Jäger. In: ders., Die Geschichte der Fotografie im 20. Jahrhundert. Köln: DuMont Buchverlag, 1977, S. 165–166.
- Wolfgang Kemp: Gottfried Jäger: Generative Fotografie. In: Theorie der Fotografie III. 1945–1980. München: Schirmer/Mosel, 1983, S. 458–460.
- Walter Koschatzky: Generative Fotografie. G. Jägers Grundsätze führen zu meisterhaften Leistungen. In: ders.: Die Kunst der Photographie. Technik, Geschichte, Meisterwerke. Salzburg, Wien: Residenz Verlag, 1984, S. 367, 422–423. Reprint: dtb, 1987, S. 260–261.
- Eric Renner: Pinhole Revival in Art: The 1960s and 1970s. Gottfried Jäger proclaims... In: ders.: Pinhole Photography. Rediscovering a Historic Technique. Boston, London: Focal Press, 1995, S. 50–52.
- Gerhard Glüher: Blurred Contours, Schwirrende Konturen. In: NIKE New Art in Europe (München), Nr. 53/1995, S. 36–37.
- Manfred Strecker: Fotografie wird schiere Kunst. Mit dem 25. Bielefelder Symposium über Fotografie und Medien endet die Ära Gottfried Jägers am Fachbereich Gestaltung. In: Neue Westfälische (Bielefeld), 29. November 2004.
- Anais Feyeux: La Generative Fotografie. Entre démon de l’exactitude et rage de l’histoire. In: Études photographiques. Revue semestrielle. No. 18/2006, S. 52–71. Paris: Société Francaise de Photographie, ISBN 2-911961-18-8.
- Klaus Honnef: Gottfried Jäger. Bildsysteme. Konkrete Fotografie. In: Gisela Burkamp (Hrsg.): Kunstverein Oerlinghausen, Bielefeld: Kerber Verlag, 2006, S. 52–57.
- Andreas Krase: Gottfried Jäger. Lochblendenstrukturen und Mosaike. In: ders. (Hrsg.): Wahr-Zeichen. Fotografie und Wissenschaft, Katalog, Technische Sammlungen/Museen der Stadt Dresden, 2006, S. 28–31.
- Andreas Beaugrand (Hrsg.): Gottfried Jäger. Fotografie als generatives System. Bilder und Texte 1960–2007. Bielefeld: Verlag für Druckgrafik Hans Gieselmann, 2007, ISBN 978-3-923830-60-2.
- Gudrun Wessing: Ein experimentelles Fotoleben. Gottfried Jäger hat der Fotografie ihre Grenzen genommen. In: TOP-Magazin Bielefeld, Nr. 4/2008, S. 116–119.
- Maria Frickenstein: Alter Geist in neuer Kunst. Die Leidenschaft von Fotografie und Kunst liegt bei den Jägers in der Familie. Über Ausstellung und Buch Ernst Jäger, Fotograf in Burg, Neue Westfälische (Bielefeld), 8. Januar 2010.
- Jerzy Olek: Czysta Widzialnosc (Über Gottfried Jäger, Interview m. zahlr. Abb.). In: artluck (Warszawa) 1. Quartal, Nr. 15/2010, S. 20–25.
- Manuela De Leonardis: Intervista Gottfried Jäger (12. August 2010): Limmagine libera dell’occhio di bimbo. In: il manifesto. quotidiano comunista, 21. September 2010.
- Alexandra Holownia: Gottfried Jäger. In: foto wystawy, Nr. 7/2011, S. 16–19.

## Bilder in Sammlungen (Auswahl)
- Museum für Kunst und Gewerbe Hamburg (Lichtgrafiken zu H. Heißenbüttel).
- Sprengel Museum Hannover (Sammlung Fotografik Käthe Schroeder).
- Städt. Museum Abteiberg Mönchengladbach (Sammlung Etzold: Programm–Zufall–System).
- Kunsthalle Bielefeld (Grafische Sammlung).
- Fotomuseum im Münchner Stadtmuseum.
- George Eastman House Rochester, N. Y.
- Stadtarchiv Leinfelden-Echterdingen (Sammlung Deutsche Fotografische Akademie).
- Museum Ludwig Köln (Fotografische Sammlung).
- Bibliothèque Nationale Paris (Fotografische Sammlung).
- Schupmann Collection Söhrewald.
- Museum im Kulturspeicher Würzburg (Sammlung Peter C. Ruppert, Konkrete Kunst in Europa nach 1945).
- Folkwang Museum Essen (Fotografische Sammlung).
- Kunsthalle Bremen (Sammlung Herbert W. Franke, Wege zur Computerkunst).